# Prakrytilaja
Prakrytilaja (rozpuszczeni w prakryti) – w hinduizmie to grupa istot nadludzkich, które osiągają niezróżnicowane samadhi (asampradźniatasamadhi) drogą naturalną, czyli poprzez bhawę, w przeciwieństwie do adeptów jogi, którzy posługują się technikami medytacyjnymi (upaja). Prakrytilaja to istoty pozostające w sposób stały w medytacji (dhjana) której obiektem jest prakryti lub prakryti ożywiona przez Iśwarę. Przenikając w subtelny sposób, wszystkie poziomy (kośa, loka, awarana) wszechświata, aż do nieprzejawionej prakryti (mulaprakryti) – osiągają dzięki temu stan utożsamienia bóstwa. Jogabhaszja Wjasy objaśnia, że przebywając w stanie wyzwolenia moksza, znajdują się ponad siedmioma lokami (czyli nawet ponad satjaloką) i trailokja – trójpoziomowym światem Brahmy.
Prakrytilaja wymienił Patańdźali w Jogasutrach (JS.I.19) obok istot bezcielesnych wideha, również osiągających asampradźniatasamadhi drogą naturalną, czyli poprzez bhawę oraz Wjasa w komentarzu do sutry nr 26 księgi trzeciej (JS.III.26).